# Акончи (муниципалитет)
Акончи (исп. Aconchi) — муниципалитет в Мексике, штат Сонора, с административным центром в одноимённом посёлке. Численность населения, по данным переписи 2020 года, составила 1496 человек.

## Общие сведения
Название Aconchi с языка индейцев опата можно перевести как — место в стенах.
Площадь муниципалитета равна 368,2 км², что составляет 0,2 % от площади штата, а наиболее высоко расположенное поселение Нинхуно, находится на высоте 1211 метров.
Он граничит с другими муниципалитетами Соноры: на севере с Сан-Фелипе-Хесусом и Уепаком, на востоке с Моктесумой, на юге с Бавьякорой и Уресом, на западе с Районом.

## Учреждение и состав
Муниципалитет был образован 13 апреля 1932 года, по данным 2020 года в его состав входит 8 населённых пунктов, самые крупные из которых:
| Код INEGI                  | Населённый пункт                                                                 | Численность населения (2005 год) | Численность населения (2010 год) | Численность населения (2020 год) |
| -------------------------- | -------------------------------------------------------------------------------- | -------------------------------- | -------------------------------- | -------------------------------- |
| 001                        | Всего                                                                            | 2452                             | 2637                             | 2563                             |
| 0001                       | Акончи (исп. Aconchi) 29°49′33″ с. ш. 110°13′43″ з. д. (административный центр)  | 1717                             | 1741                             | 1650                             |
| 0003                       | Ла-Эстансия (исп. La Estancia) 29°47′44″ с. ш. 110°12′40″ з. д.                  | 572                              | 713                              | 761                              |
| 0007                       | Сан-Пабло-де-Акончи (исп. San Pablo de Aconchi) 29°46′25″ с. ш. 110°12′00″ з. д. | 135                              | 145                              | 118                              |
| 0006                       | Эль-Родео-де-Акончи (исп. El Rodeo de Aconchi) 29°45′43″ с. ш. 110°11′34″ з. д.  | 21                               | 26                               | 23                               |
| —                          | Прочие                                                                           | 7                                | 12                               | 11                               |
| Названия на карте Генштаба |                                                                                  |                                  |                                  |                                  |

## Экономическая деятельность
По статистическим данным 2000 года, работоспособное население занято по секторам экономики в следующих пропорциях:
- сельское хозяйство, скотоводство и рыбная ловля — 30 %;
- промышленность и строительство — 38,8 %;
- торговля, сферы услуг и туризма — 28 %;
- безработные — 3,2 %.

## Инфраструктура
По статистическим данным 2020 года, инфраструктура развита следующим образом:
- электрификация: 98,9 %;
- водоснабжение: 96,8 %;
- водоотведение: 98,9 %.